# Лукинчи
Лукинчи (коми Лукинчи) — деревня в Прилузском районе Республики Коми. Входит в состав сельского поселения Объячево.

## География
Деревня находится у восточной границы села Объячево, административного центра района.

### Часовой пояс
Деревня Лукинчи, как и вся Республика Коми, находится в часовой зоне МСК (московское время). Смещение применяемого времени относительно UTC составляет +3:00.

## Население
| 2010 |
| ---- |
| 17   |

### Национальный состав
Согласно результатам переписи 2002 года, в национальной структуре населения коми составляли 64 % из 39 чел., русские — 36 %.